# Cymbasoma zetlandicum
Cymbasoma zetlandicum är en kräftdjursart som först beskrevs av T. Scott 1904.  Cymbasoma zetlandicum ingår i släktet Thaumaleus, och familjen Monstrillidae. Arten är reproducerande i Sverige.